# Unidades de Resistência de Sinjar

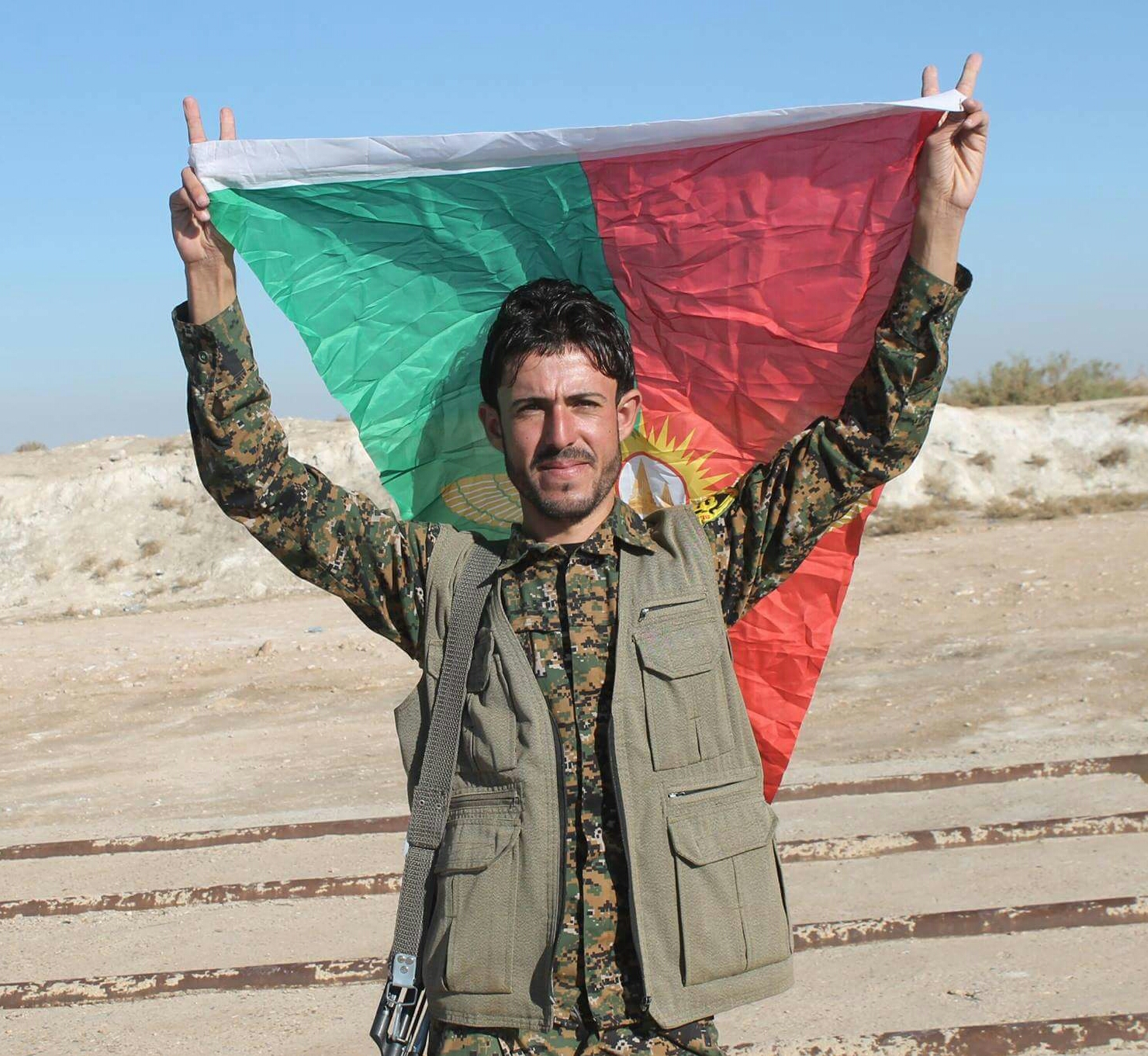
Um combatente das Unidades de Resistência de Sinjar carrega a bandeira da milícia.

Unidades de Sinjar Resistência (em curdo:  Yekîneyên Berxwedana Şengalê; YBŞ) é uma milícia yazidi não-política formada no Iraque em 2007 para proteger a comunidade yazidi no Iraque e no Curdistão iraquiano na sequência de ataques de insurgentes iraquianos.  De acordo com a chefe do jornal Ezidi Press, é uma ramificação do Partido dos Trabalhadores do Curdistão (PKK). É a segunda maior milícia yazidi, depois da Força de Proteção de Sinjar (HPS), no entanto, é muito mais ativa do que a Força de Proteção de Sinjar na Guerra contra o Estado Islâmico.